# 気仙沼市立大谷小学校
気仙沼市立大谷小学校（けせんぬましりつ おおやしょうがっこう）は、宮城県気仙沼市本吉町三島にある公立小学校。

## 概要
2010年（平成22年）、ユネスコスクールに加盟。2021年から2022年度の2年間、宮城県教育委員会および気仙沼市教育委員会から、宮城県地域連携型学校防災体制等構築推進事業のモデル校として指定を受ける。

## 沿革

### 略歴
1873年（明治6年）に平磯小学校、桃渓小学校、岩尻小学校開設を開校する。1881年（明治14年）に岩尻小学校と桃渓小学校が合併。 1886年（明治19年）に岩尻小学校と平磯小学校が合併し大谷尋常小学校として開校する。 その後、大谷村立大谷小学校、本吉町立大谷小学校と改称し、2009年（平成21年）に気仙沼市への編入に伴い気仙沼市立大谷小学校となる。

### 年表
出典
- 1873年（明治6年）：
  - 6月：平磯小学校開設、桃渓小学校開設
  - 9月：岩尻小学校開設
- 1875年（明治8年）：平磯村、岩尻村の2村が合併し、大谷村となる
- 1881年（明治14年）：岩尻小学校校舎新築（岩尻小・桃渓小合併）
- 1886年（明治19年）：大谷尋常小学校開校（岩尻小・平磯小合併し一村一校となる）
- 1920年（大正9年）：現在の場所に校舎落成
- 1947年（昭和22年）：大谷村立大谷小学校に改称
- 1955年（昭和30年）：津谷町、小泉村、大谷村が合併し本吉町が発足、本吉町立大谷小学校に改称
- 2009年（平成21年）：気仙沼市への編入に伴い、気仙沼市立大谷小学校に改称
- 2010年（平成22年）：ユネスコスクール加盟認定[2]
- 2012年（平成24年）：第12回（2011年度）環境美化教育優良校として公益社団法人食品容器環境美化協会から環境大臣賞を受賞する[5]
- 2021年（令和3年）：宮城県地域連携型学校防災体制等構築推進事業のモデル校として指定を受ける（2021-2022年度）[3]
- 2023年（令和5年）：開校150周年を迎える

## 教育目標
豊かな心と学ぶ意欲を持ち、たくましく生きる子供の育成

## 学校行事
| - 4月 入学式、1学期始業式 - 5月 - 6月 | - 7月 - 8月 - 9月 | - 10月 1学期終業式、2学期始業式 - 11月 - 12月 | - 1月 - 2月 6年生を送る会 - 3月 卒業式、修了式、離任式 |

## 通学区域
- 気仙沼市[6]
  - 高1区・高2区・大谷前浜区・天ヶ沢区・山谷区・日門区・三島区・大谷南区・大谷東区・大谷西区・寺谷区・中郷区・上郷南区・上郷北区

## 進学先中学校
- 気仙沼市立大谷中学校[6]

## 学区内の主な施設
- 気仙沼市立大谷中学校
- 気仙沼警察署大谷駐在所
- 国道45号
- 三陸縦貫自動車道 本吉気仙沼道路
- 大谷海岸インターチェンジ
- 大谷海岸
- 道の駅大谷海岸

## 交通
- バス
  - JR東日本 気仙沼線BRT 大谷海岸駅から徒歩約7分。